# Centralny Okręg Przemysłowy

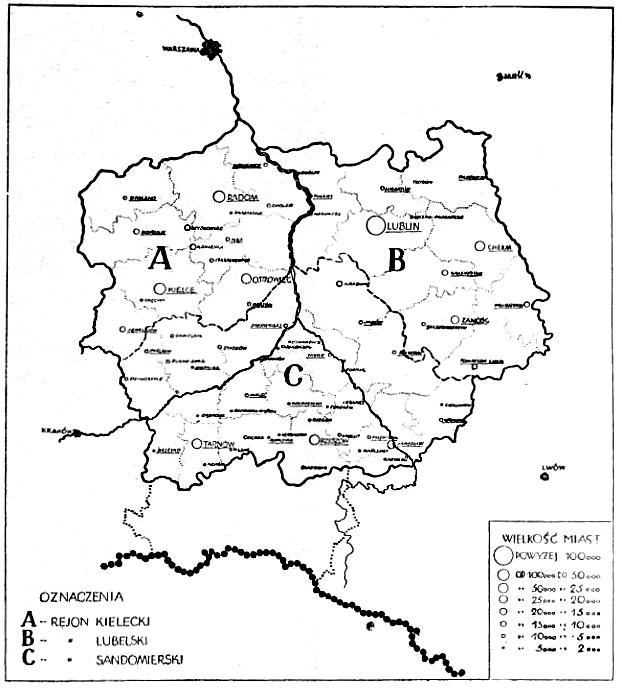
Mapa COP z podziałem na rejony

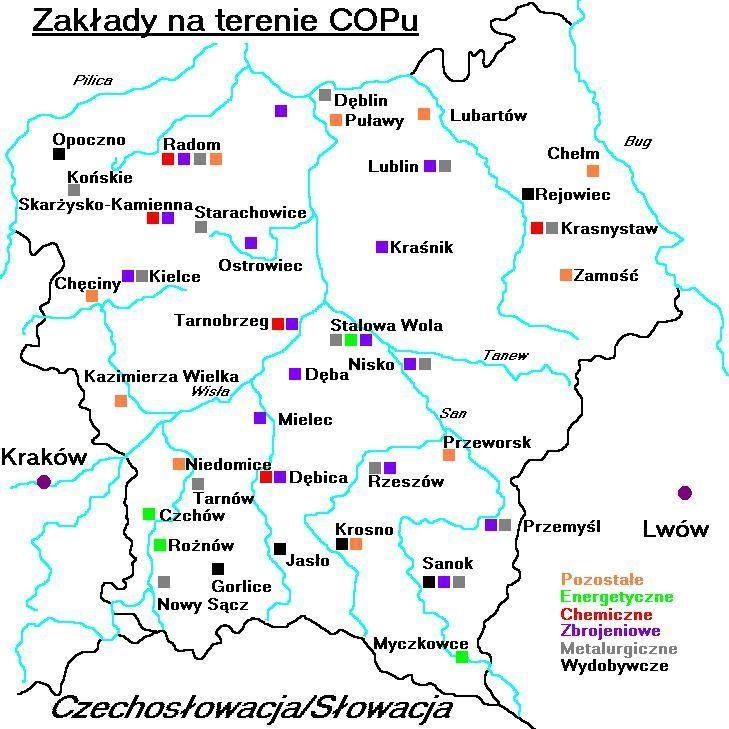
Zakłady na terenie COP

Centralny Okręg Przemysłowy (w skrócie COP) – okręg przemysłowy przemysłu ciężkiego o powierzchni 60 000 km² (44 powiaty) i zamieszkany przez 6 mln ludzi, budowany w latach 1936–1939 w południowo-centralnych dzielnicach Polski. Był jednym z największych przedsięwzięć gospodarczych II Rzeczypospolitej. Celami COP było zwiększenie gospodarczego potencjału Polski, rozbudowa przemysłu ciężkiego i zbrojeniowego, a także zmniejszenie bezrobocia wywołanego skutkami wielkiego kryzysu. Zakłady COP zapewniły pracę na terenach dotkniętych największym bezrobociem, a budowa infrastruktury towarzyszącej podniosła poziom cywilizacyjny tych terenów. Na rozwój COP przeznaczono w latach 1937–1939 około 60% całości wydatków inwestycyjnych o łącznej wartości 1925 mln zł.

## Geneza
Budowę COP zainicjował wicepremier do spraw ekonomicznych i jednocześnie minister skarbu Eugeniusz Kwiatkowski, który rozpoczął działalność w trudnym okresie, gdy kryzys dopiero się kończył, wzrastało bezrobocie w miastach, a na wsiach wciąż panowała bardzo trudna sytuacja. Powoli wzrastała produkcja przemysłowa, której jednak poziom daleki był od tego sprzed kryzysu, z powodu niskiej siły nabywczej wsi.
Kwiatkowski uznał, że najlepszym wyjściem będzie zwiększenie zatrudnienia w przemyśle, gdyż nie było realnych szans na szybkie zmiany w strukturze agrarnej. Zgodnie z panującymi poglądami ekonomicznymi zapoczątkowanymi przez amerykański New Deal starano się skupić na rozwoju wytwórczości w tych gałęziach przemysłu, które nie przyczyniały się do powstawania dóbr konsumpcyjnych. Dlatego położono nacisk na rozbudowę infrastruktury. W tym celu minister skarbu wraz z Pawłem Kosieradzkim i Władysławem Kosieradzkim opracowali czteroletni plan inwestycyjny, obejmujący okres 1 lipca 1936 – 30 czerwca 1940. W pierwszej wersji inwestycje miały być prowadzone w całym kraju, ale ze względu na ograniczone środki i nikłe korzyści z rozproszonych inwestycji zdecydowano się na modyfikację planu. Kwiatkowski zaproponował koncentrację zabiegów w tzw. trójkącie bezpieczeństwa na południu Polski. Swoje zdanie wyraził w przemówieniu sejmowym 5 lutego 1937 roku, podczas którego wystąpił też z wnioskiem o powiększenie przeznaczonego na ten cel kapitału do 2400 mln zł, na co uzyskał zgodę. Tak ostatecznie narodziła się idea COP.
Inwestycje w COP były kontynuacją planów władz wojskowych realizowanych w rejonie bezpieczeństwa od roku 1922. Władysław Kosieradzki, prawdopodobnie z inspiracji Kwiatkowskiego, słał memoriały do Ministerstwa Spraw Wojskowych, które opublikował w 1937 r. w postaci broszury pt. Centralny Okręg Przemysłowy. II wiceminister spraw wojskowych gen. Aleksander Litwinowicz w planach inwestycji zbrojeniowych nie brał pod uwagę pomysłów Kosieradzkiego, a wszelkie decyzje w tym zakresie podejmowały władze wojskowe, starając się ignorować stanowisko Kwiatkowskiego jako ministra skarbu i próbując sprowadzić go do roli dostarczyciela środków finansowych na rozbudowę przemysłu w rejonie bezpieczeństwa. Memoriały Kosieradzkiego były więc próbą wysondowania planów MSWojsk. i Sztabu Generalnego w sprawach zamiarów inwestycyjnych wojska, o których Kwiatkowski był powierzchownie informowany. Dla uzyskania efektów propagandowych Kwiatkowski wynajął publicystę Melchiora Wańkowicza.
Nazwa Centralny Okręg Przemysłowy zrodziła się w Biurze Planowania przy Gabinecie Ministra Skarbu. Zaproponowany obszar COP w całości obejmował rejon bezpieczeństwa, którego granice określało rozporządzenie o ulgach inwestycyjnych z 22 marca 1928 r. Władze wojskowe zaakceptowały propozycję dotyczącą użycia w ustawie o ulgach inwestycyjnych z kwietnia 1938 r. nazwy Centralny Okręg Przemysłowy.

W celu przyciągnięcia kapitału prywatnego do lokowanych w COP przedsiębiorstw, przedsiębiorstwa te otrzymały zwolnienie z podatków obrotowego i samorządowego na okres 10 lat. Ponieważ preferencje te nie przyniosły oczekiwanych skutków, w kwietniu 1938 roku wprowadzono system potrąceń z podatku kwot zainwestowanych w COP. Tą samą ustawą rozszerzono także listę gałęzi przemysłu objętych preferencjami oraz doprecyzowano obszar COP do 44 powiatów. 

Położenie COP na mapie Polski

## Lokalizacja

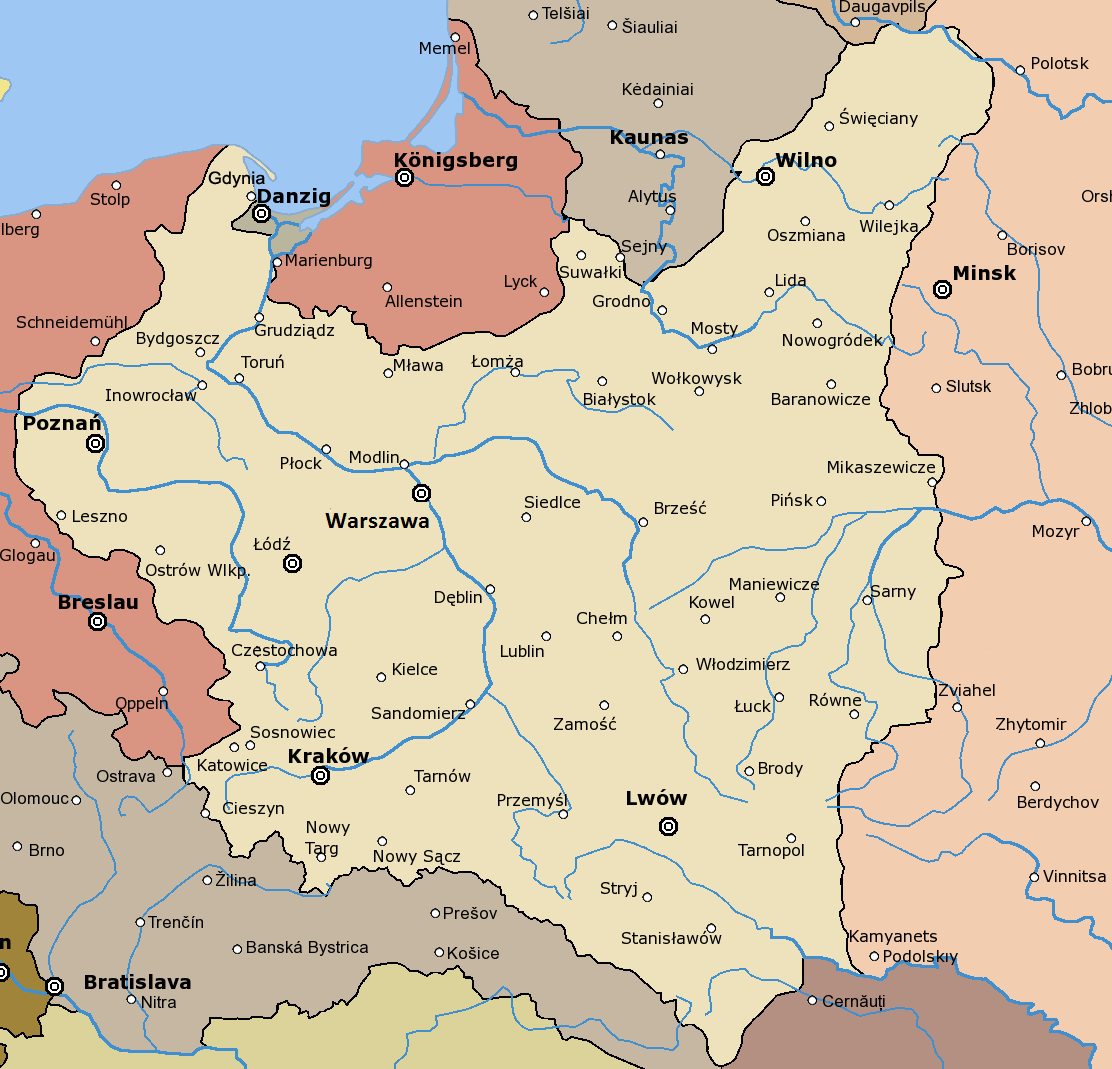
II Rzeczpospolita

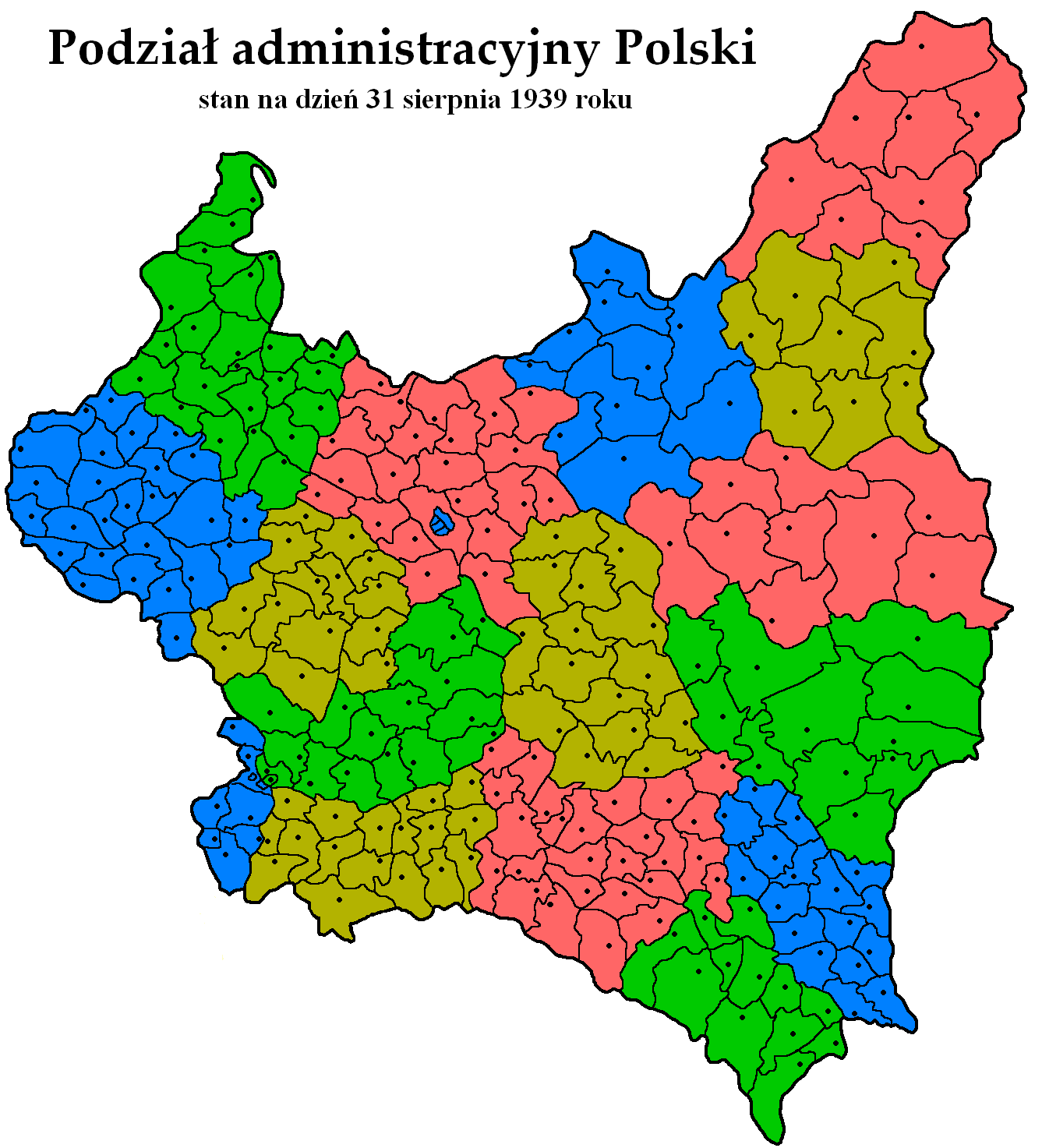
Podział administracyjny Polski w 1939 roku

Zamiar skoncentrowania w tym rejonie przemysłu zbrojeniowego narodził się w latach 1921–1922 ze względu na doświadczenia kręgów wojskowych z lat 1914–1920. Wtedy też pojawiła się nazwa „trójkąt bezpieczeństwa” na określenie terenu będącego poza zasięgiem lotnictwa niemieckiego i sowieckiego. W czasie realizacji projektu ta nazwa straciła na aktualności ze względu na znaczny wzrost zasięgu samolotów. Ponadto rejon ten charakteryzował się znacznym przeludnieniem agrarnym i bezrobociem, a inwestycja ta była szansą na rozwój tych terenów. Początkowo COP miał być zlokalizowany tylko w widłach Sanu i Wisły, a więc na terenach najbardziej oddalonych od granicy z Niemcami i ze Związkiem Radzieckim, a od południa osłoniętych łańcuchem Karpat. Potem jednak strefa COP została powiększona o przyległe tereny ówczesnych województw: kieleckiego, lubelskiego, lwowskiego i krakowskiego.
Centralny Okręg Przemysłowy obejmował obszary obecnych województw: świętokrzyskiego, podkarpackiego, lubelskiego, małopolskiego oraz częściowo mazowieckiego (Radom). Zgodnie z potrzebami obronności kraju plany zakładały budowę nowych bądź modernizację już istniejących zakładów przemysłu zbrojeniowego. Inwestycjom COP towarzyszyła rozbudowa infrastruktury komunikacyjnej i energetycznej.
COP obejmował ponad 15% terytorium kraju zamieszkane przez 18% ludności. Łącznie obszar ten liczył ok. 60 tys. km² i blisko 6 mln ludności (93 osoby na km²), z której ponad 80% stanowili mieszkańcy ubogich, przeludnionych wsi. W tym rejonie szczególnie widoczne były rozdrobnienie gospodarstw rolnych i wynikające z niego przeludnienie agrarne, a nadmiar siły roboczej (ukryte bezrobocie) szacowano tam na 400–700 tys. osób. Według szacunków rządowych największe zakłady miały zatrudnić 55 000 ludzi, średnie i drobne 36 000, rzemiosło 6000, handel 10 000.
COP obejmował obszary województw: wschodnią część kieleckiego, wschodnią krakowskiego, zachodnią lubelskiego i zachodnią lwowskiego. Były to w większości nieużytki rolne, nieurodzajne i przeludnione gospodarstwa karłowate i małorolne niezapewniające utrzymania rolnikom (poza Lubelszczyzną). Ludność wiejska stanowiła tam blisko 83% populacji, a jedynie w powiatach kieleckim, koneckim i opatowskim zatrudnienie w przemyśle i rzemiośle przekraczało 20%.
Podzielony był na trzy rejony o zróżnicowanej specyfice:
- A (kielecki) – surowcowy (14 000 km²),
- B (lubelski) – aprowizacyjny (15 000 km²),
- C (sandomierski) – właściwy rejon przemysłowy i baza energetyczna (ropa naftowa, gaz ziemny, elektrownie wodne) (30 000 km²).

Najważniejsza część okręgu położona była w widłach Wisły i Sanu z centrum w Sandomierzu. Rejon ten położony na granicy Polski A i B utożsamiany był właściwie z całym okręgiem ze względu na znaczną liczbę zakładów przemysłowych.
W 1939 roku planowano stworzenie tzw. „województwa COP” – województwa sandomierskiego, w którego granicach miały się znaleźć m.in. Kielce, Rzeszów i Radom.

## Inwestycje

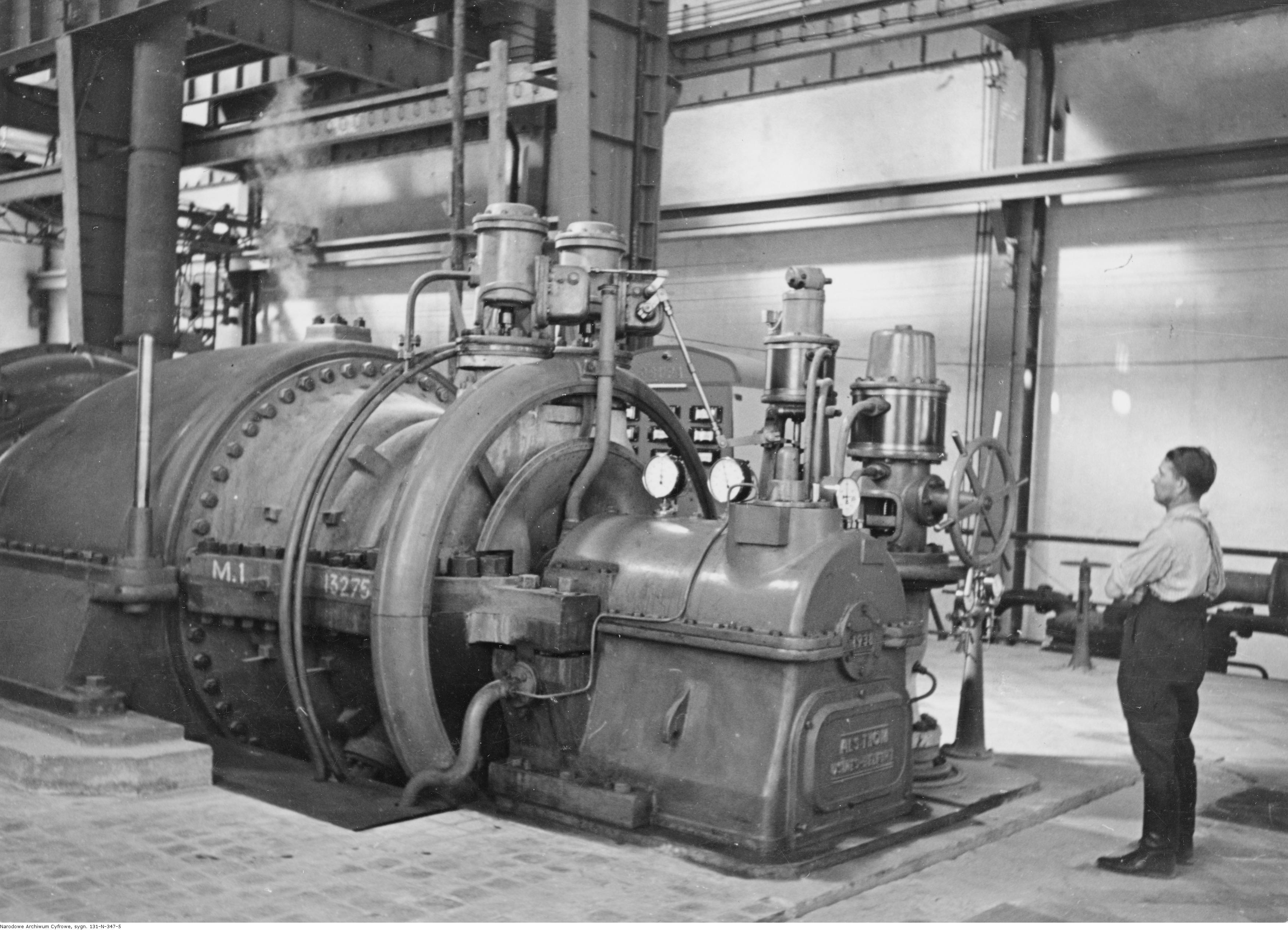
Elektrownia w Stalowej Woli, rok 1939

Prace podjęto z dużym zaangażowaniem rozpoczynając budowę wielu obiektów równocześnie. Inwestycjom COP towarzyszyła rozbudowa infrastruktury komunikacyjnej i energetycznej. Energii dostarczać miały elektrownie wodne i cieplne. W ramach 30-letniego programu powstać miało ponad trzydzieści różnorodnych obiektów – elektrowni i zbiorników retencyjnych. Do 1939 roku w stadium zaawansowanym były hydroelektrownie: na Sole w Porąbce, na Dunajcu w Rożnowie i Czchowie, kończono prace na Sanie w Solinie i Myczkowcach. Inwestycję w Rożnowie dokończyli Niemcy.
- Do 1938 roku wybudowano około 300 km gazociągu Gorlice – Jasło – Krosno – Ostrowiec, ale nie udało się doprowadzić go do Warszawy.
- Pod Rozwadowem powstały huta oraz zakłady zbrojeniowe – Zakłady Południowe – po wojnie znane jako KM Huta Stalowa Wola i nowe miasto, któremu nadano nazwę Stalowa Wola. W 1939 rozpoczęto tam produkcję m.in. haubic 100 mm, początkowo składanych z części wyprodukowanych w Starachowicach. 7 kwietnia 1939 na strzelnicy zakładowej zostało ostrzelane pierwsze działo. 14 czerwca 1939 w Stalowej Woli, w obecności prezydenta Mościckiego i wicepremiera Kwiatkowskiego odbyło się poświęcenie Zakładów Południowych;
- W Dębicy zbudowano fabrykę kauczuku syntetycznego oraz fabrykę opon (Fabryka Gum Jezdnych „Stomil”) na licencji szwajcarskiej i fabrykę farb;
- W Mielcu – Państwowe Zakłady Lotnicze;
- W Rzeszowie – fabrykę obrabiarek i sprzętu artyleryjskiego (filia poznańskich Zakładów Cegielskiego – Zelmer) oraz fabrykę silników lotniczych Państwowych Zakładów Lotniczych (obecna WSK PZL Rzeszów);
- W Niedomicach pod Tarnowem – fabrykę celulozy do produkcji prochu;
- W Dębie – Wytwórnię Amunicji Nr 3 (dzisiejszy Dezamet w Nowej Dębie);
- W Nowej Sarzynie w 1937 r. rozpoczęto budowę Zakładów Chemicznych. Miały one produkować nitrozwiązki – zwłaszcza materiały wybuchowe. Rozruch mechaniczny nastąpił w 1939 r., ale nie zdążono uruchomić produkcji chemicznej przed rozpoczęciem II wojny światowej. Po wojnie produkcję wznowiono w 1954 r. Rozbudowano istniejące już zakłady zbrojeniowe i wytwórnie amunicji;
- W Lublinie na Tatarach przygotowano budowę fabryki samochodów ciężarowych na licencji Chevroleta i zmodernizowano istniejącą fabrykę samolotów;
- W Starachowicach rozbudowano fabrykę broni;
- W Pionkach zmodernizowano Państwową Wytwórnię Prochu Pionki (powojenne zakłady i wytwórnia fonograficzna Pronit);
- W Radomiu rozbudowano Państwową Fabrykę Broni[4];
- W Tarnobrzegu (Mokrzyszowie) rozpoczęto budowę Zakładów Metalurgicznych.

## Ośrodki przemysłowe
Województwo:
- kieleckie:

Bliżyn, Chęciny, Ćmielów, Kielce, Ostrowiec Świętokrzyski, Pionki, Radom, Sandomierz, Skarżysko-Kamienna, Starachowice
- lubelskie:

Jawidz, Krasnystaw, Kraśnik, Lublin, Rejowiec Fabryczny
- lwowskie:

Jarosław, Krosno, Nisko, Nowa Dęba (Dęba), Nowa Sarzyna (Ruda Łańcucka, Sarzyna), Przemyśl, Rzeszów, Sanok, Stalowa Wola, Tarnobrzeg (Mokrzyszów)
- krakowskie:

Czchów, Dębica, Gorlice, Jasło, Krajowice, Mielec, Niedomice, Nowy Sącz, Pustków, Rożnów, Tarnów (Mościce)

## Przemysł
W ramach inwestycji w COP w latach 1937–1939 powstały m.in. Zakłady Południowe wraz z miastem Stalowa Wola, Fabryka Obrabiarek (jako filia Zakładów Cegielskiego z Poznania) oraz Wytwórnia Silników Nr 2 Państwowych Zakładów Lotniczych w Rzeszowie, Fabryka Gum Jezdnych w Dębicy, fabryki gumy, akumulatorów, obrabiarek (produkująca m.in. broń) w Sanoku, Radomiu i Starachowicach, wytwórnie amunicji w Kraśniku, Jawidzu pod Lubartowem, Nowej Dębie (ówczesnej Dębie – Zakład Amunicji nr 3), Państwowe Zakłady Lotnicze w Mielcu. Rozpoczęto także budowę wielu elektrowni, m.in. w Czorsztynie[wymaga weryfikacji?] i Rożnowie na Dunajcu, w Porąbce na Sole, w Solinie, Myczkowcach i Łukawcu na Sanie. COP był dalej rozwijany w okresie PRL.
Najważniejszymi inwestycjami były hydroelektrownie w Porąbce na Sole i w Rożnowie na Dunajcu. Na terenie Puszczy Sandomierskiej powstały huta, zakłady zbrojeniowe i miasto, którym nadano nazwę Stalowa Wola. Produkowano tam m.in. haubice 100 mm. W Dębicy zbudowano fabrykę kauczuku syntetycznego, opon, farb; w Mielcu – Państwowe Zakłady Lotnicze; w Rzeszowie fabrykę obrabiarek i sprzętu artyleryjskiego (fila poznańskich Zakładów Cegielskiego – Zelmer) oraz fabrykę silników lotniczych Państwowych Zakładów Lotniczych (obecna WSK PZL Rzeszów); w Niedomicach pod Tarnowem – fabrykę celulozy do produkcji prochu. Rozbudowano istniejące już zakłady zbrojeniowe i wytwórnie amunicji. Wydatki na budowę COP pochłonęły ze środków państwowych i z Funduszu Obrony Narodowej sumę 2,4 mld zł. Na rozwój COP przeznaczano w latach 1937–1939 około 60% całości wydatków inwestycyjnych.
- Elektrownia Stalowa Wola
- Elektrownia Rożnów
- Elektrownia Porąbka-Żar
- Huta Stalowa Wola
- Elektrownia Czchów
- Wytwórnia Sprzętu Komunikacyjnego „PZL-Rzeszów”

## Koszty i efekty inwestycji
Budowa COP kosztowała ok. 1 mld złotych (wliczając w to inwestycje kapitału prywatnego). Od 1937 do 1939 r. na budowę COP przeznaczono 60% wydatków inwestycyjnych.
W zakładach produkujących w ramach COP zatrudnienie znalazło 107 tys. ludzi, z czego 91 tys. w przemyśle, 10 tys. w handlu i 6 tys. w rzemiośle.
Rozwój polskich inwestycji w COP został zahamowany przez wybuch II wojny światowej. Niemcy zajęli COP i wykorzystali go na potrzeby własnego przemysłu. W latach 1947–1949 – w ramach tzw. planu trzyletniego – większość zakładów odbudowano bądź uruchomiono na nowo.
W okresie PRL COP stał się ważnym komponentem gospodarki centralnie planowanej. Po przeobrażeniach transformacji ustrojowej wiele z jego zakładów wciąż funkcjonuje. Według Andrzeja Szlęzaka „rozległością i rozmachem była to największa koncepcja w naszej historii. Nikt przed Eugeniuszem Kwiatkowskim i jego współpracownikami takiej śmiałej koncepcji uprzemysłowienia Polski nie stworzył”.

Zlokalizowany w centralnej części ówczesnej Polski w tzw. +trójkącie bezpieczeństwa+, miał swoim powstaniem zamanifestować przed światem o woli nas Polaków do godnego życia wśród wolnych narodów Europy (...). Jego realizacja miała też pomóc w urzeczywistnieniu marzeń o kraju gospodarczo silnym, bezpiecznym, śmiało w przyszłość patrzącym

## Propaganda COP
Budowę Centralnego Okręgu Przemysłowego głoszono punktem zwrotnym w sytuacji gospodarczej kraju. Opinie te podtrzymywała prasa, jak również wielu twórców, m.in. Melchior Wańkowicz w COP ognisko siły – Centralny Okręg Przemysłowy i Sztafeta. Książka o polskim pochodzie gospodarczym. W 1938 r. powstał film dokumentalny pt. C.O.P. – Stalowa Wola (scenariusz i reżyseria: Jerzy Gabryelski). COP stawał się dowodem na skuteczną politykę gospodarczą państwa i był wykorzystywany propagandowo.

## Upamiętnienie
Centralny Okręg Przemysłowy został upamiętniony na monecie o nominale 5 złotych, wyemitowanej zarządzeniem Prezesa Narodowego Banku Polskiego 15 listopada 2017 w ramach serii Odkryj Polskę.
Czternastostronicowa historia obrazkowa opowiadająca o COP pojawiła się w 29., 30. i 31. numerze komiksowego magazynu Relax, autorstwa Walawskiego (tekst) i Jerzego Wróblewskiego (rysunki).
W Stalowej Woli znajduje się Muzeum Centralnego Okręgu Przemysłowego, które gromadzi zbiory związane z COP i historią gospodarczą II RP.